# Dimităr Glavcev
Dimităr Borisov Glavcev (în bulgară Димитър Борисов Главчев; n. 15 august 1963, Sofia, Republica Populară Bulgaria) este un politician bulgar care a ocupat funcția de prim-ministru al Bulgariei în perioada 2024–2025, conducând un guvern interimar. Independent din punct de vedere politic, el este în prezent președintele Camerei de Conturi. Anterior, a fost membru al partidului GERB și a fost deputat în Adunarea Națională între 2009 și 2021. În 2017, a deținut pentru scurt timp funcția de președinte al Adunării Naționale.

## Biografie
S-a născut la 15 august 1962, în Boboșevo. În 1981, a absolvit Liceul „Dobrii Voinik” (care purta atunci numele „Mkhail Kalinin”). A absolvit Universitatea de Economie Națională și Mondială (cunoscută atunci ca „Institutul Superior de Cercetare «Karl Marx»”) în 1987, obținând calificarea profesională de „economist-contabil”. A obținut o a doua diplomă la aceeași universitate, în domeniul „Relații economice internaționale”.
Glavcev a lucrat ca expert contabil timp de aproximativ 30 de ani, dintre care 20 ca auditor independent.

## Activitate parlamentară
Glavcev a fost ales în 2009, făcând parte din grupul parlamentar GERB în cea de-a 41-a Adunare Națională. A deținut încă cinci mandate de deputat, retrăgându-se după cea de-a 46-a Adunare Națională.
În timpul mandatului său de deputat, Glavcev a fost membru al Comisiei pentru Buget și Finanțe. În această calitate, a contribuit la elaborarea „Legii privind Camera de Conturi” în anul 2010.
În 2011 a fost numit adjunct al liderului grupului parlamentar GERB.
În timpul mandatului celei de-a 43-a Adunări Naționale, a fost numit vicepreședinte al Adunării, conducând temporar ședințele parlamentare în absența președintei în exercițiu, Tsetska Tsacheva.
În cea de-a 44-a Adunare Națională, el a condus delegația interparlamentară bulgară la Adunarea Parlamentară a Consiliului Europei.
Glavcev nu a candidat pentru un nou mandat de deputat la alegerile legislative din noiembrie 2021 din Bulgaria.

### Președinte al Adunării Naționale
Glavcev a fost președinte al celei de-a 44-a Adunări Naționale în perioada 18 aprilie – 17 noiembrie 2017.
El a demisionat pe 17 noiembrie, în urma unui scandal cu lidera Partidului Socialist Bulgar, Kornelia Ninova, pe care a obligat-o să părăsească o ședință pentru că l-ar fi „jignit” pe prim-ministrul Boiko Borisov într-o declarație.

## Președinte al Camerei de Conturi
La 12 iulie 2023, Glavcev a fost nominalizat pentru funcția de președinte al Camerei de Conturi de către grupul parlamentar GERB-SDS. A fost ales în această funcție de către Adunarea Națională cu sprijinul a 148 de deputați pe 26 iulie. La 31 iulie, Glavcev și-a început oficial mandatul de 7 ani, fiind întâmpinat de președinta interimară a Camerei de Conturi, Gorița Gănjarova-Kojarova.
Alegerea lui Glavcev a fost însoțită de unele controverse, din cauza faptului că predecesorul său, Țvetan Țvetkov, fusese înlăturat din funcție într-un mod neconstituțional.

## Prim-ministru interimar

### Formarea guvernului interimar
La 28 martie 2024, după eșecul negocierilor guvernamentale în urma demisiei Guvernului Denkov, Glavcev a participat la o întâlnire cu președintele Rumen Radev. Conform noilor amendamente constituționale adoptate, Glavcev, în calitate de președinte al Camerei de Conturi, era eligibil pentru a fi desemnat de către președinte pentru a ocupa funcția de prim-ministru interimar.
A doua zi, Radev l-a anunțat oficial pe Glavcev ca prim-ministru interimar desemnat, invitându-l la o nouă întâlnire pe 30 martie.
La 30 martie, Radev i-a înmânat oficial lui Glavcev sarcina de a forma un guvern interimar, iar Glavcev a declarat că, deși funcția poate fi dificilă pentru el, va încerca să formeze un cabinet interimar politic neutru. În declarațiile făcute presei după întâlnire, el a subliniat că va căuta experți din cadrul ministerelor care au „o bună reputație în societate” și a insistat că guvernul său va rămâne neutru din punct de vedere politic și fidel valorilor „euroatlantice”.
Conform unui proiect de lege adoptat de Adunarea Națională la 29 martie, lui Glavhev i se permitea să ia un concediu fără plată de la Camera de Conturi și apoi să revină în funcție după încheierea mandatului său de prim-ministru.
La 5 aprilie, Glavcev și-a prezentat cabinetul interimar în cadrul consultărilor cu partidele parlamentare. La consultări nu a participat PSB, iar alianța PP-DB a părăsit întâlnirea din cauza deciziei lui Glavcev de a-l menține în funcție pe Kalin Stoyanov ca ministru de interne în regim interimar, precum și din cauza numirii altor persoane considerate potențial controversate. După întâlnire, Glavcev a caracterizat alegerea lui Stoyanov drept „dificilă”, dar a justificat-o prin recenta demisie a secretarului Ministerului de Interne, Zhivko Kotsev, ceea ce a lăsat puține opțiuni în actuala administrație.
El a depus jurământul în calitate de prim-ministru interimar în fața Adunării Naționale pe 9 aprilie, mandatul său urmând să dureze până la încheierea negocierilor pentru formarea unui nou guvern după viitoarele alegeri parlamentare. În cadrul unei conferințe de presă comune cu premierul în exercițiu, Nikolai Denkov, Glavcev a promis că va asigura desfășurarea corectă a alegerilor și stabilitatea Bulgariei.

### Mandat de prim-ministru interimar

#### Primul Guvern Interimar
În cadrul primei ședințe a guvernului său, Glavcev a declarat că asigurarea desfășurării unor alegeri libere și corecte reprezenta principala sarcină a Cabinetului Interimar.
Glavcev a devenit primul prim-ministru interimar din istoria modernă a Bulgariei care a participat la o întâlnire a Consiliului European, rolul fiind îndeplinit anterior de președintele Bulgariei în perioadele cu guvern interimar. De asemenea, el a devenit prim-ministrul care a avut cel mai mare număr de consilieri, numind 23.
La doar o săptămână după numirea cabinetului, prim-ministrul Glavcev a cerut demiterea a doi miniștri: ministrul Afacerilor Externe, Stefan Dimitrov, și ministrul Alimentației și Agriculturii, Kiril Vutev, pe care i-a acuzat că nu și-au îndeplinit corect atribuțiile. În locul lor, el a propus deputatul GERB, Daniel Mitov, pentru funcția de ministru al Afacerilor Externe, și pe șeful Fondului de Stat „Agricultura”, Georgi Tahov, pentru funcția de ministru al Agriculturii.
După ce președintele Rumen Radev și-a exprimat opoziția față de schimbările propuse, Glavcev a susținut că aceasta era „datoria constituțională” a președintelui de a aproba modificările. Într-o declarație ulterioară, el a clarificat că era pregătit să discute mai departe despre remanierea guvernamentală, însă a insistat că responsabilitatea politică pentru cei doi miniștri în cauză ar trebui să treacă asupra președintelui.
Pe 19 aprilie, Glavcev s-a întâlnit cu președintele pentru a discuta despre propusa remaniere guvernamentală, după care a confirmat că nu s-a ajuns la un acord și că miniștrii actuali vor continua să își îndeplinească atribuțiile. La câteva ore după întâlnire, Mitov a declarat că nu intenționează să devină ministru interimar al Afacerilor Externe, Glavcev confirmând că nu avea un alt candidat pregătit pentru această funcție. Pe 20 aprilie, Glavcev a anunțat că s-a propus pe sine pentru funcția de ministru interimar al Afacerilor Externe.
Pe 22 aprilie, Radev l-a numit oficial pe Glavcev ministru interimar al Afacerilor Externe, după ce Glavcev a solicitat oficial acest rol. După ce a preluat funcția de ministru al Afacerilor Externe, el l-a numit pe Ivan Kondov (secretar al Ministerului) ca adjunct al său, numindu-l pe fostul ministru de Externe din Guvernul Interimar Ianev, Svetlan Stoev, ca noul secretar. Ambii numiți au fost însărcinați cu coordonarea alegerilor în străinătate.
În urma unui scandal legat de decizia guvernului de a aproba construirea unui spital privat pentru copii în Sofia, Glavcev a promis că va alerta Parchetul și chiar a ridicat posibilitatea de a-l demite pe actualul ministru al Sănătății. Pe 13 mai, Glavcev a condamnat comportamentul noii președinte a Macedoniei de Nord, Gordana Siljanovska-Davkova, și a cerut ca Macedonia de Nord să adere la tratatele existente într-o declarație comună cu președintele Radev.
În cadrul sesiunii de primăvară a Adunării Parlamentare NATO, desfășurată la Sofia, Glavcev a reafirmat angajamentul Bulgariei de a sprijini Ucraina și a cerut o prezență mai mare a NATO în regiunea Mării Negre. De asemenea, într-o conferință de presă alături de Secretarul General al NATO, Jens Stoltenberg, el a respins zvonurile conform cărora forțele bulgare ar putea fi desfășurate în Ucraina.
Pe 29 mai, o directivă redactată de Glavcev în calitatea sa de ministru de externe, care instruia reprezentantul Bulgariei să se abțină de la votul pe rezoluția de a clasifica masacrul de la Srebrenița drept genocid, a fost dată publicității de presă. Directiva a fost criticată de mai multe partide politice importante, inclusiv PP-DB, PSB și ИТН. A fost convocată o sesiune de urgență a parlamentului pentru a-l audia pe Glavcev despre acest subiect pe 2 iunie, însă sesiunea nu a reușit să întrunească cvorumul necesar. Glavcev, de partea sa, deși a admis veridicitatea directivei, a negat existența unui scandal și a susținut că directiva făcea parte din procesul obișnuit de luare a deciziilor în cadrul Ministerului de Externe.
Pe 5 iunie, Glavcev a anunțat intenția sa ca parlamentul să decidă cine ar trebui să conducă delegația bulgară la summitul NATO din iulie, cu excepția cazului în care un guvern obișnuit ar fi fost format. Parlamentul, pe 21 iunie, nu a reușit să ajungă la un consens pe această temă, ceea ce a dus la decizia ca atât Glavcev, cât și Radev să fie prezenți la summit. Cu toate acestea, Radev a refuzat să conducă delegația din cauza dezacordurilor cu poziția cabinetului, iar astfel Glavcev a fost nevoit să preia conducerea delegației.
Pe 17 iulie, în urma creșterii numărului de incendii de pădure, Glavcev a convocat un consiliu de securitate națională la sediul guvernului. În zilele următoare, el a vizitat și zonele cele mai afectate de incendii, în special satul Voden, unde a promis că va oferi compensații tuturor victimelor. Până la 2 august, Glavcev a declarat că incendiile de pădure din țară au fost în mare parte ținute sub control.
În luna iulie, Glavcev a autorizat o serie de schimbări în cadrul conducerii executive a regiunilor (oblast). Unele instituții media au pus aceste modificări pe seama conflictului dintre Delyan Peevski și Ahmed Doğan din cadrul ДПС, sugerând că înlocuirea prefecților din regiunile Kardzhali și Smolyan face parte dintr-o „epurare” mai amplă a figurilor pro-Dogan din administrația publică. Astfel de schimbări au dus la acuzații din partea unor partide politice din Adunarea Națională, care au susținut că Glavcev ar fi fost influențat de Delyan Peevski în luarea deciziilor. Glavcev a respins categoric aceste acuzații.
La începutul lunii august, negocierile pentru formarea unui guvern regulat au eșuat, cel de-al treilea mandat fiind returnat neîndeplinit. Această situație a declanșat speculații cu privire la faptul dacă Dimităr Glavcev va rămâne în funcția de prim-ministru interimar sau va fi înlocuit de un alt candidat, în conformitate cu amendamentele constituționale recent adoptate. Inițial, însă, Glavcev a părut să sugereze că este deschis să își continue mandatul ca prim-ministru interimar, dacă aceasta va fi decizia președintelui.
Pe 9 august, Președintele Radev a anunțat oficial că Goritsa Grancharova, vicepreședinta Camerei de Audit, a fost selectată pentru a îndeplini funcția de prim-ministru interimar în locul lui Glavcev. Într-o declarație dată ulterior, Glavcev a afirmat că susține această schimbare, deoarece nu mai dorea să îndeplinească rolul de prim-ministru interimar din cauza gradului înalt de polarizare politică și a insinuărilor calomnioase la adresa sa, care, în opinia lui, i-au păgubit reputația. El a confirmat, de asemenea, că va renunța la funcția de Ministru al Afacerilor Externe interimar și se va întoarce la poziția sa de șef al Camerei de Audit.
Pe 19 august, după respingerea Cabinetului interimar Grancharova-Kozhareva de către Radev, Glavcev a indicat că era dispus să continue să îndeplinească rolul de prim-ministru interimar „atât timp cât va fi necesar” pentru a evita dezvoltarea unei crize constituționale.
Pe 21 august, Glavcev a participat la o consultare cu președintele Radev, la care și-a exprimat disponibilitatea de a rămâne prim-ministru interimar, dacă aceasta era alegerea președintelui. După consultări, Radev a anunțat că a decis să-l re-nomineze pe Glavcev pentru funcția de prim-ministru interimar. Pe 22 august, Radev i-a acordat oficial mandatul pentru formarea unui guvern interimar. În timpul întâlnirii, Glavcev și-a exprimat disponibilitatea de a înlocui anumiți membri ai cabinetului, cum ar fi Kalin Stoianov, deși nu a confirmat explicit această schimbare. I s-a acordat o perioadă de cinci zile pentru a prezenta guvernul interimar, pentru a permite desfășurarea alegerilor parlamentare anticipate pe 27 octombrie.
Pe 27 august, al doilea guvern interimar al lui Glavcev a fost învestit oficial, având o componență similară cu cea anterioară, cu excepția înlocuirii notabile a lui Kalin Stoyanov cu Atanas Ilkov.

### Al doilea Guvern Interimar
După ce a fost re-ales oficial în funcția de Prim-ministru Interimar, Glavcev a avut o întâlnire cu noul Ministru de Interne pentru a reafirma importanța organizării cu succes a alegerilor libere și corecte. De asemenea, el a clarificat că Guvernul Interimar nu va interveni în competențele Comisiei Electorale Centrale.
Pe 2 octombrie, Glavcev a convocat un consiliu de securitate în cadrul guvernului ca răspuns la escaladarea situației din Orientul Mijlociu, în urma atacurilor iraniene asupra Israelului.
În timpul votului pentru alegerile parlamentare din Bulgaria din octombrie 2024, Glavcev a exprimat speranța că va fi format un guvern stabil, pentru a opri ciclul de alegeri care a avut loc în țară în ultimii 3 ani.
În urma acuzațiilor din partea partidelor politice că guvernul interimar ar fi gestionat prost alegerile după publicarea rezultatelor provizorii, Glavcev a susținut că guvernul a făcut tot ce a fost posibil pentru a asigura integritatea alegerilor și că acuzațiile de cumpărare a voturilor au fost considerabil exagerate. Vorbind într-o ședință de guvern pe 1 noiembrie, Glavcev a declarat că guvernul și serviciile de securitate au oferit rapoarte detaliate despre desfășurarea alegerilor și că guvernul interimar nu se va implica în niciun demers de contestare a alegerilor. Comentând apelurile partidelor politice, precum și ale Președintelui, pentru demisia ministrului interimar de Interne, Atanas Ilkov, Glavcev a exprimat încrederea sa personală în performanța lui Ilkov, dar nu a exclus posibilitatea unei schimbări în minister în urma consultărilor cu Președintele.
La fel ca în cazul primului guvern Glavcev, Glavcev a fost acuzat de anumite partide politice și publicații media de a demonstra favoritism nejustificat față de GERB și DPS-Peevski. În mod specific, decizia guvernului interimar de a acorda un imobil guvernamental pe strada Vrachba pentru noul sediu al partidului DPS-Peevski, într-un termen scurt, a fost văzută ca o demonstrație a unui astfel de comportament. Glavcev, pentru partea sa, a susținut că acordarea sediului de partid la cererea lui Peevski a avut loc în deplină conformitate cu legea. De asemenea, el a negat toate acuzațiile conform cărora el sau guvernul ar fi fost influențați de vreun partid politic.
La sfârșitul lunii noiembrie, Glavcev a vizitat frecvent zona din jurul Podului Prieteniei, în pregătirea pentru aderarea completă a Bulgariei la Zona Schengen, precum și pentru a supraveghea lucrările de reparații aflate în desfășurare. El a subliniat frecvent beneficiile economice viitoare ale aderării complete la Schengen pentru Bulgaria. Pe 1 ianuarie 2025, Glavcev a fost prezent la deschiderea oficială a punctului de control la granița de pe Podul Prieteniei.